# SCD (기업)
주식회사 SCD는 경기도 용인시에 본사를 둔 가전 부품 기업이다. 주로 타이머, 밸브, 아이스메이커 등의 냉장고 관련 부품과 에어컨, 세탁기, 전자레인지, 공기청정기 등에 적용되는 모터를 생산하고 있다.